# پارک اوگستا
پارگ اوگستا (به سوئدی: Ågesta friluftsområde) یک مرکز تفریحی ورزشی در جنوب دریاچه مگلونگن جنوب استکهلم قرار دارد . پارگ اوگستا تا پیش از تأسیس یک بیشه‌زار بود. 

## جاذبه‌های توریستی
- باشگاه ژیمناستیک در فضای باز اوگستا باشگاه ژیمناستیک در فضای باز

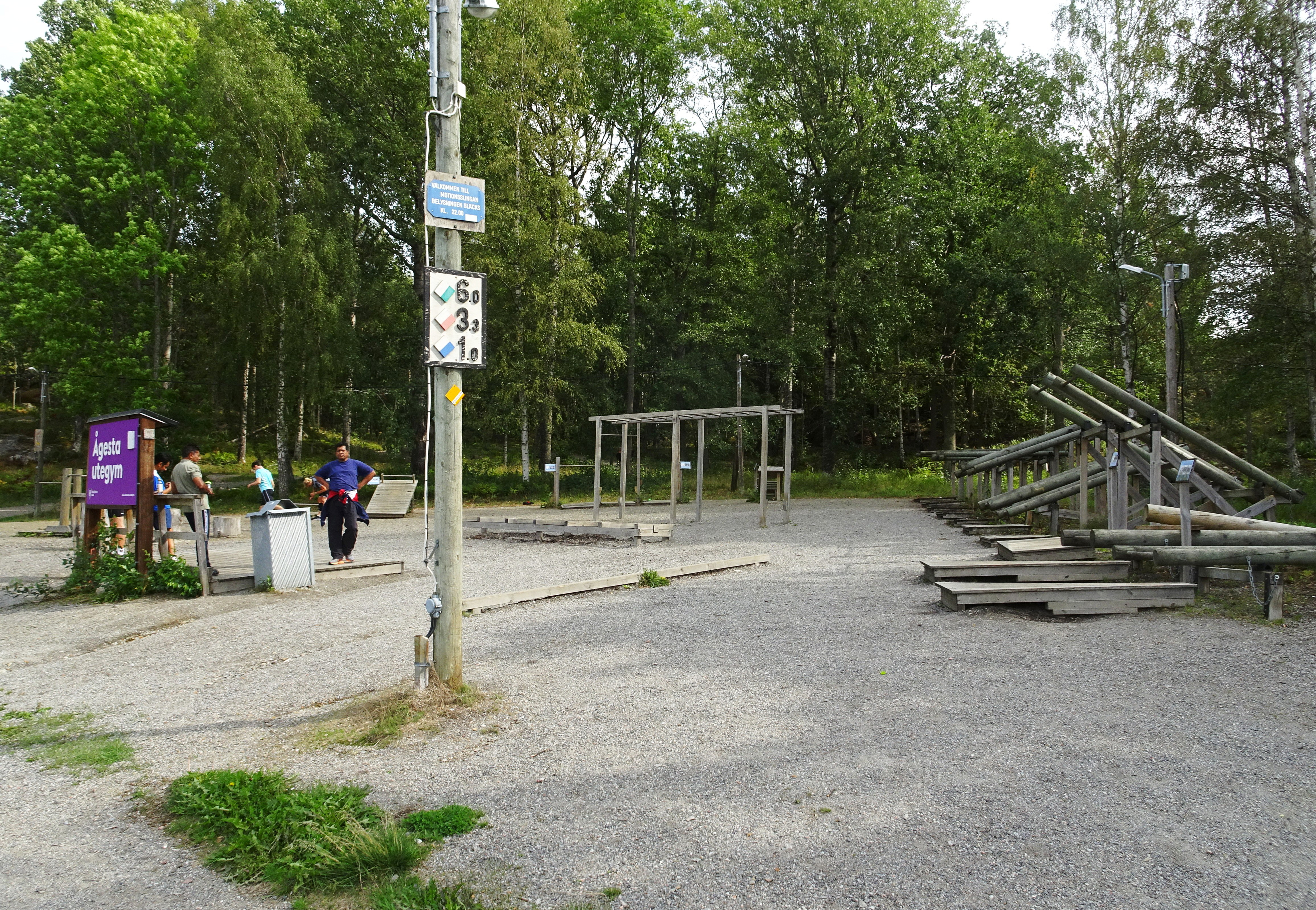
باشگاه ژیمناستیک در فضای باز

- فرهنگسرا  اوگستا
- باشگاه گلف اوگستا
- باشگاه اسب‌سواری اوگستا
- پلاژ برهنگی اوگستا